# サントフォワの戦い
サントフォワの戦い （Battle of Sainte-Foy）は、フレンチ・インディアン戦争の期間中の1760年4月に、カナダのケベック・シティーで行われたフランスとイギリスの戦闘である。ケベック奪還を試みたフランスが、イギリスに勝利した。

## 概要

### ケベック奪還へ
エイブラハム平原の戦いでフランスは敗退し、モントリオールに退却したが、なおもイギリスに三方（セントローレンス川、シャンプラン湖、オンタリオ湖）から包囲されていた。ケベックの奪還のためにも、また、イギリス軍指揮官のジェームズ・マレーの、新しい要塞の計画を止めるためにも、兵器を準備して行動に出る必要があった。しかも、雪が完全に溶ける前、セントローレンス川から氷が消える前に、マレイの、最新装備の駐屯部隊に一泡吹かせるつもりだった。イギリス軍指揮官のマレーには、フランス軍の半分の軍ほどしか兵がおらず、しかも長い冬の間に、壊血病で弱っていた。大砲を多く装備しているとは言え、フランスと一戦交えるのはかなり大胆なことだった。

### 戦闘
フランスの将軍、フランソワ＝ガストン・ド・レビの指揮下の兵は5900人とも言われていた。（一説によると、12000人にも達していたと言われる）一方、イギリスのほうは3000人だった。兵力はフランスがはるかに優勢だったが、大砲はわずかに3台であった。
両軍は、前年に続き、再びケベックの西のエイブラハム平原で相まみえたマレーの3886人の兵は、10の正規兵部隊と、混成軽歩兵隊、そしてレンジャーズの2つの歩兵中隊だった。戦場をすべて埋め尽くすために、通常の、肘と肘が触れるほどの並び方ではなく、2層式で、前後3歩の間隔で縦に整列した。部隊と部隊の間には、37メートルの距離があった。軽歩兵隊は右翼を守った。整列した順に、右から左へ、第48歩兵連隊(en:48th (Northamptonshire) Regiment of Foot）、第15歩兵連隊（en:East Yorkshire Regiment）、第58歩兵連隊（en:58th (Rutlandshire) Regiment of Foot）、2列目が第60歩兵連隊（en:King's Royal Rifle Corps）、第43歩兵連隊（en:43rd (Monmouthshire) Regiment of Foot）、第47歩兵連隊（en:47th (Lancashire) Regiment of Foot）、第78歩兵連隊（フレーザー・ハイランダーズen:78th (Highlanders) Regiment of Foot）そして第28歩兵連隊（en:28th (North Gloucestershire Regiment of Foot) だった。レンジャーズと志願兵とは左翼の守りに回った。右翼の予備隊として第35歩兵連隊（en:35th (Royal Sussex) Regiment of Foot）がいた。また、3列目の第60連隊は左翼の予備隊だった。歩兵の援護として、20台の大砲と2台の榴弾砲があった。この時のイギリス軍を、ある軍曹はこう記録している。「イギリス軍隊は、壊血病にかかり、餓死しかけた、みじめで哀むべき一握りの骸骨であった」

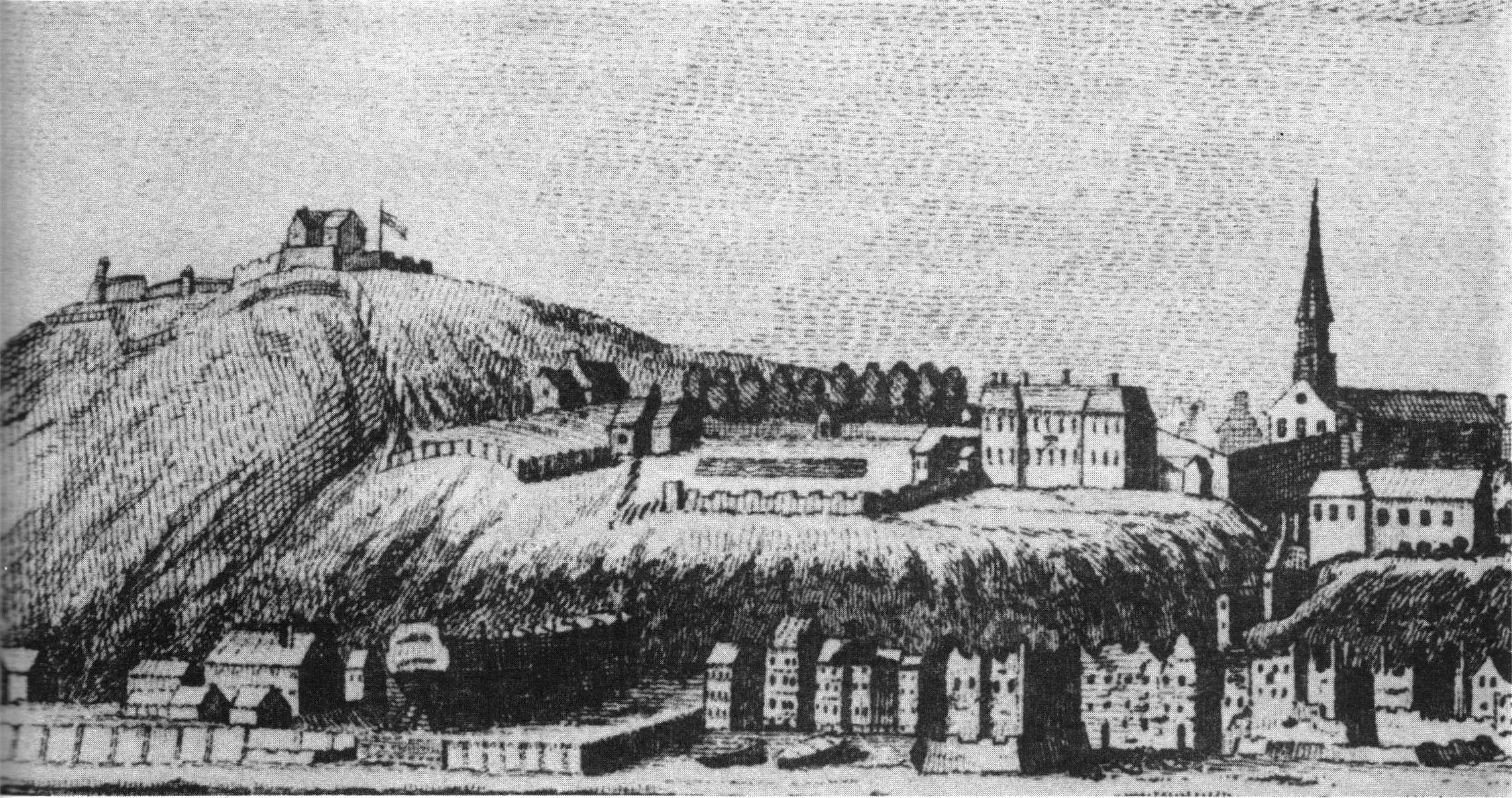
1760年当時のケベック

この時点で、フランス軍がまだ配置についている最中であるのを見て、マレーは、相手の準備が整う前に攻撃を仕掛けることにした。イギリス軍が進撃してくるのを見て、レビは右翼の、3列に配置した旅団を、シレリーの森に後退させた。この時、左翼のほうはまだ整列が終わっておらず、イギリスの軽歩兵隊は、フランスの擲弾兵部隊を、右の風車小屋の外に追いやった。マレーは、予備隊である第35歩兵部隊にその場を任せ、イギリスの右側の守りを建て直した。しかし、風車小屋の内側の陣地の獲得を巡って、熾烈な戦いが続いた。

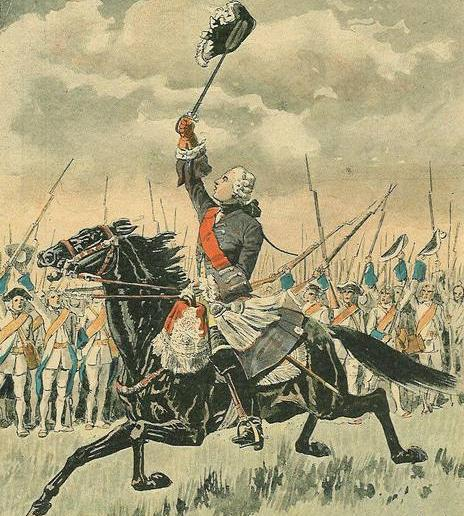
軍を再集結するレビ

イギリスの左の部隊が砦を幾つか奪った時、レビは右翼の隊と共に力強い反撃を加えた。マレーは、最後の予備隊である第3大隊の第60連隊を送りこんで、この反撃を止めようとした。また、中央から43連隊に攻撃を命じたが、レビは殆どそれを無視した。マレーは自軍の左翼の守りに入ったが、結局この部分で大きな損害をこうむり、フランスの突破を許した。イギリス軍の陣形は左から右へと崩壊した。後になってレビは、ケベックからイギリスを追い払うつもりだったが、運悪く敵を逃してしまったと言い張った。イギリスの右翼にいた旅団の一人が迷走し、命令通りに正面からの攻撃をする代わりに、左翼を助けるべく突っ込んで行った。
この戦闘の開始直後では、多くのイギリスの大砲が、フランスの攻撃に圧力を掛けていた。しかし、フランスは前進によって弾みがつき、しかもイギリスの大砲は弾丸切れの状態になった。マレ－が陣形を前にやるよう命令した時には、弾丸運搬の荷車は雪の中に埋もれてしまった。イギリスは、自分たちの大砲を使い物にならなくしてから廃棄し、退却した。

### フランスの勝利とその後

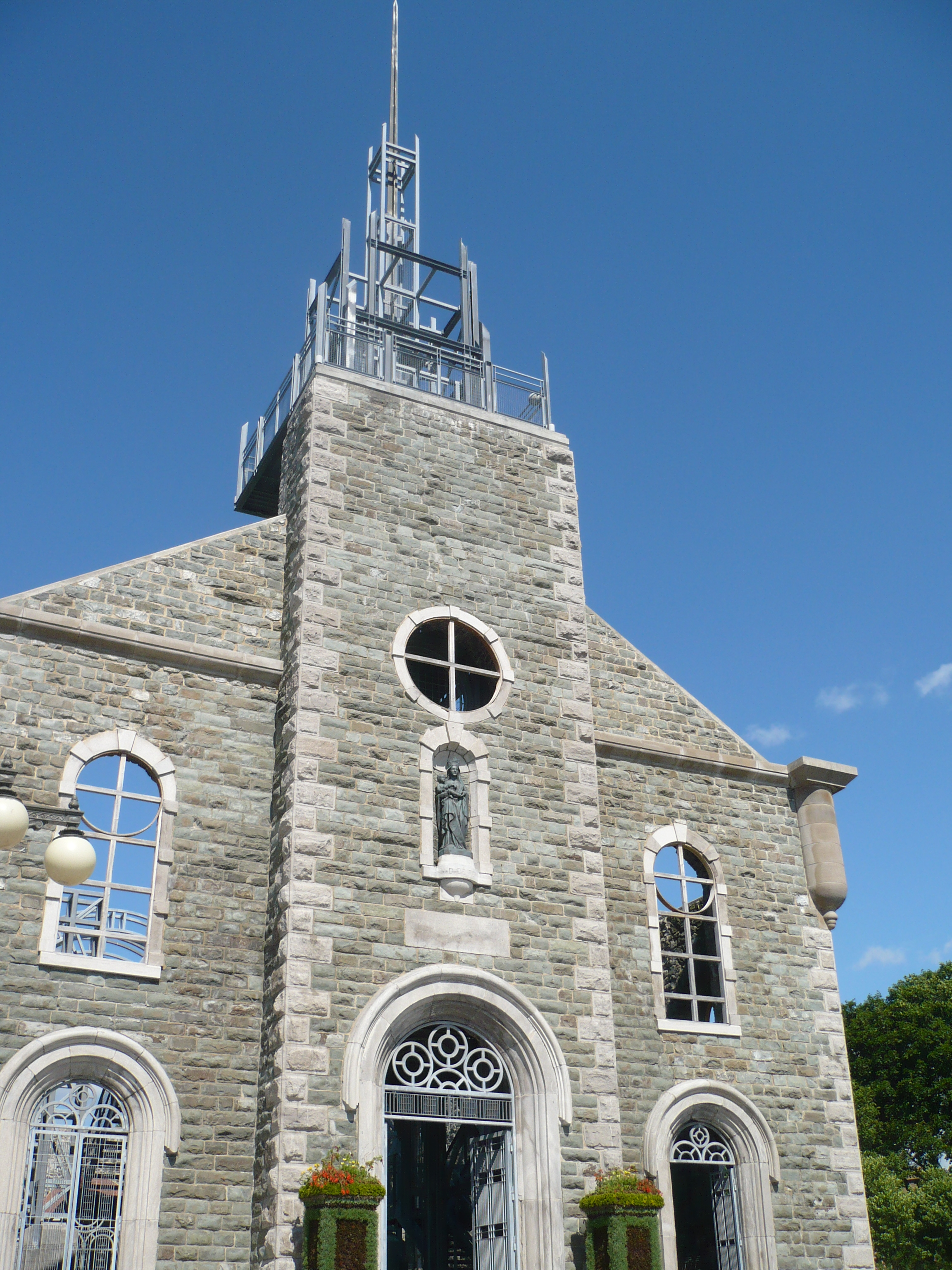
式典が行われるサントフォワの聖堂

イギリス軍の戦死者は292人、負傷者が837人、そして捕虜が53人で、全部で1182人の戦死傷者と捕虜が出た。フランスは833人で、戦死193人、そして負傷者640人だった。第15歩兵部隊は、階級を問わず836人の兵のうち138人、34パーセントが戦死した。 フレーザー・ハイランダーズの士官は4分の3が戦死もしくは負傷した。サントフォワの戦いは、カナダを舞台とした戦争の中で、もっとも殺伐としたものの一つだった。
レビはその後、兵力の弱いイギリスに対して包囲戦に出た。フランスからの援軍をも当てにしていたレビは、5月15日の夜に艦隊の音を聞きつけ、確認したところ、それはフランスではなく、イギリスの艦隊だった。フランス艦隊は、前年秋のキブロン湾の海戦で、イギリスに粉砕されていたのだ。分が悪くなったレビの軍は、5月末にモントリオールに退却した。その年の9月、ヌーベルフランス総督ヴォードルイユは、モントリオールで降伏した。

1995年以来、サントフォワでは毎年4月に、この戦いの記念式典が行われている。　